# Излучивање холестерола кроз црево
Излучивања холестерола кроз црево (ИХЦ) јесте недавно идентификован главни небилијарни пут излучивања холестерола од стране ентероцита у лумен црева, који тиме доприноси фекалном излучивању холестерола, како би се успоставила равнотежу између излазних и улазних токова холестерола кроз ентероците. Овај облик за елиминацију холестерола из тела све више се сматра потенцијалним терапеутским циљем за лечење хиперхолестеролемије. 
Како је основни механизам ИХЦ у великој мери нејасан, његов допринос уклањању холестерола из тела замагљен је супротстављеним процесом реапсорпције холестерола у цревима.

## Опште информације
Иако молекуларни механизам који лежи у основи излучивања холестерола кроз црево  није у потпуности разјашњен, сматра се да се излучивање холестерола у лумен црева углавном одвија преко: 
- АТП-везујућег носиоца,
- апсорпција холестерола из црева од стране протеина
- уноса липопротеина плазме од стране ентероцита на базолатералној мембрани,
- излучивање холестерола преко хиломикрона у лимфу.

Више студија је показало је да излучивање холестерола доприноси излучивању фекално неутралног стерола (ФНС) код људи. Излучивање холестерола  се може извести биљним стеролима, агонистима Х рецептора јетре, жучним киселинама, езетимибом и инхибиторима пропротеин конвертазе субтилизин/кексин типа 9.
Излучивања холестерола кроз црево процењенивано је на моделима са поремећеном секрецијом билијарног холестерола као што је Абцг8 или мултирезистентни протеин 2  код мишева. Ова студија и друге индиректно су израчунавале излучивања холестерола кроз црево  одузимањем дијететског и билијарног (или само дијететског у случају поремећене билијарне секреције) уноса из фекалног НС излаза.  У моделима поремећене секреције билијарног холестерола, као што је миш који поседује протеин 2 отпоран на више лекова, фракциона апсорпција холестерола је и даље висока, при чему студије не показују смањење у поређењу са ВТ контролама (∼50% апсорпције).

## Физиологија
Атеросклероза, која може довести до болести коронарних артерија и цереброваскуларних незгода, чини око 50% смртних случајева у западним земљама, а њена преваленција расте у земљама са ниским и средњим приходима.  Етиологија атеросклерозе је сложена, а фактори ризика су генетски и еколошки. Хиперхолестеролемија може допринети развоју атеросклерозе акумулацијом холестерола из ЛДЛ-а у зиду артеријског крвног суда. Опције лечења хиперхолестеролемије и атеросклерозе укључују модификације начина живота (нпр престанак пушења, повећање физичке активности, побољшање квалитета исхране), као и применом лекова усмерених на метаболизам холестерола. Најшире прописана класа лекова су статини који инхибирају синтезу холестерола у јетри. Како статини смањују ризик од кардиоваскуларних болести само за 15% до 37%. НКако нови инхибитори пропротеин конвертазе субтилсинкексин типа 9 показују обећавајуће резултате, али и ограничења, потребни су фикаснији или додатни третмани за превенцију и лечење атеросклерозе.
Хомеостаза холестерола у телу обухвата високо регулисану равнотежу између уноса холестерола, де ново синтезе и одлагања, углавном путем фецеса као неутралних стерола (НС; холестерол и његови метаболити које производи цревна микробиота) или као жучне киселине. Жучне киселине  се синтетишу из холестерола у јетри, излучују у жуч и претежно се складиште у жучној кеси. Након оброка и пражњења жучне кесе, жучне киселине се излучују путем жучи у дванаестопалаћно црево (дуоденум), где помажу у апсорпцији масти, холестерола и витамина растворљивих у мастима. У физиолошким условима, око 95% цревних жучних киселина реапсорбује се у сваком циклусу, углавном илеалним ентероцитима преко апикалног натријум-зависног транспортера жучне киселине (ASBT; SLC10A2), и транспортује се назад у јетру. Овај механизам ентерохепатичне циркулације је строго регулисан жучним киселинама-активираним нуклеарним фарнезоидним Х-рецептором (FXR) и у јетри и у цревима.
Индуковање фекалне екскреције и НС и жучних киселина је коришћено као стратегија за снижавање нивоа холестерола у плазми. Блокирање апсорпције холестерола инхибицијом главног цревног транспортера холестерола Ниманн-Пик Ц1-везом 1 (NPC1L1) повећава излучивање фекалног холестерола и експресију јетрених ЛДЛ-рецептора и користи се као помоћна терапија статинима за даље смањење нивоа  ЛДЛ-холестерола у плазми (ЛДЛ-холестерола)  и побољшање кардиоваскуларнеог исхода. Повећање излучивања холестерола из тела такође се може постићи циљањем хомеостазе жучних киселина. Секвестранти жучних киселина везују жучне киселине унутар лумена црева, спречавајући на тај начин њихову реапсорпцију, што на крају доводи до повећаног излучивања жучне киселине у фецесу и компензационог повећања синтезе жучне киселине из холестерола. Показало се да секвестранти жучне киселине ефикасно снижавају нивое ЛДЛ-Ц у плазми код животињских модела као и код људи. АСБТ инхибиција делује преко сличног механизма и такође се показало да смањује хиперхолестеролемију и атеросклерозу на неколико животињских модела. Инхибиција АСБТ смањује реапсорпцију жучне киселине, као и секвестранти жучне киселине, ово повећава њихову фекалну екскрецију, што се надокнађује повећаном синтезом у јетри из холестерола. Прекид ентерохепатичне циркулације инхибицијом АСБТ смањује збир жучне киселине (или укупну количину жучне киселине присутних у ентерохепатичној циркулацији) јер индукција синтезе не може у потпуности да надокнади повећани губитак фекалијама. Ово доводи до смањене доступности жучних киселина  у лумену црева за солубилизацију холестерола, чиме се смањује цревна апсорпција холестерола.  Стога, за разлику од езетимиба, који директно инхибира цревну апсорпцију холестерола, инактивација АСБТ индиректно смањује апсорпцију холестерола кроз смањењен  ниво жучних киселина.

## Значај
Из свега напред изнетог утврђено је да излучивања холестерола кроз црево значајно доприноси и излучивању и фекално неутралног стерола код људи, независно од билијарног пута излучивања. Јасно је и да манипулација активношћу директног цревног лучења холестерола пружа веома атрактиван пут за повећање брзине обрнутог транспорта холестерола. И док код мишева, цревна секреција холестерола игра значајнију улогу у излучивању холестерола него хепатобилијарна секреција, људи луче око 1 грам неутралних стерола дневно. Унос холестерола исхраном је око 400 мг,  а излучивање билијарног холестерола износи 1.000 мг. Процењено је да је апсорпција холестерола око 50%. Дакле, просечна директна цревна секреција код људи може се проценити на око 300 мг/дан на 70 кг телесне тежине, што је око једне трећине количине излучене у жуч. Иако је релативни допринос директног лучења холестерола у цревима очигледно мањи код људи него код мишева, величина овог флукса је и даље значајна и активација овог пута се чини атрактивним приступом за лечење/превенцију атеросклеротских болести. У том смислу знање о основним ћелијским механизмима излучивања холестерола се проширује кроз ин виво и ин витро студије на мишевима и људима. Тако се дошло до закључка да би излучивање холестерола кроз црево могао бити занимљив терапеутски циљ за повећањн ниво уклањеног холестерола из организма преко фекалија или измета.
Иако су доступне вишеструке терапијске опције, у овој облести и даље су потребне нове студије које би показале клиничку корист од овог облика елеминације холестерола у терапијске сврхе.